# Маренич, Александр Игоревич
Алекса́ндр И́горевич Маре́нич (29 апреля 1989, Зерноград, Ростовская область, СССР) — российский футболист, нападающий. Мастер спорта России.

## Карьера

### Клубная
Воспитанник ростовского футбола. В 2005 году получил возможность подписать первый профессиональный контракт с «Ростовом». Играл в основном за дубль. 26 ноября 2006 года дебютировал в Премьер-лиге в матче 30 тура с «Локомотивом», выйдя на 57-й минуте вместо Ильи Калашникова. В июне 2007 года срок контракта Маренича с «Ростовом» закончился. Летом находился на просмотре в подмосковном «Сатурне» и был близок к переходу, однако в итоге команде не подошёл. Карьеру продолжил в ФК «Москва», однако на первых порах играл за дублирующий состав, а за основную команду дебютировал только 10 мая 2009 года в матче 8 тура с московским «Локомотивом», заменив на 84 минуте литовского полузащитника Эдгараса Чеснаускиса. В феврале 2010 года «Москва» из-за финансовых трудностей снялась с чемпионата, и Маренич покинул клуб. 1 марта 2010 года прибыл на просмотр в московский «Спартак», однако контракт с клубом заключён не был. 12 марта подписал контракт с владикавказской «Аланией». По итогам сезона команда вылетела из Премьер-лиги, а в прессе появилась информация, что Маренич перешёл в пробившуюся из Первого дивизиона нижегородскую «Волгу», однако сам футболист эту информацию опроверг.
24 декабря стал игроком московского «Локомотива», подписав контракт до лета 2013 года, но так и не сыграв за основой состав клуба ни одного матча, покинул стан железнодорожников в феврале 2012. 28 февраля 2013 года в последний день трансферного окна перешёл в екатеринбургский «Урал». По окончании сезона покинул клуб. 31 августа 2013 года на правах свободного агента перешёл в «Спартак-2». С начала 2014 года по май 2015 года выступал за команду ПФЛ «Авангард» (Курск). В июне 2015 года подписал контракт со СКА Ростов, где его на протяжении всей первой части первенства ПФЛ мучали травмы. Маренич не смог закрепиться в основном составе и в ноябре расторг контракт по обоюдному согласию с клубом. Зимой 2016 года подписал контракт с командой «Дружба» (Майкоп).
По словам бывшего вице-президента московского «Локомотива» Юрия Белоуса, Маренич рано завершил карьеру из-за артроза.

### В сборных
В 2006 году в составе юношеской сборной России стал чемпионом Европы. 14 мая в финале турнира сборная России одолела команду Чехии в серии пенальти, а Маренич на 87-й минуте этого матча отметился голом. С 2009 по 2010 год привлекался к играм молодёжной сборной России.

### Тренер
В феврале 2017 получил тренерскую лицензию. С мая 2018 — тренер в академии «Ростова».

## Достижения
- Победитель юношеского чемпионата Европы: 2006
- Победитель молодёжного первенства России: 2011